# Вінценц Строугал
Ві́нценц Стро́угал (чеськ. Vincenc (Čeněk) Strouhal, * (10 квітня 1850 — † 26 січня 1922) —  чеський фізик та  гідродинамік, фахівець експериментальної фізики. Один із засновників Департаменту фізики (1907) р.  Карловому університеті в  Празі. Також був ректором цього університету з 1903 по 1904 рік.

## Життєпис
У 1869 році закінчив філософський факультет Університету Карла-Фердинанда в Празі. Серед його вчителів математики та фізики були Генріх Дюреґе, Вільгельм Мацка, Ернст Мах та Франтішек Йозеф Студнічка. Під час навчання він став членом Союзу чеських математиків і фізиків і, будучи студентом першого курсу, 23 січня 1870 року прочитав свою першу лекцію «Про взаємовідношення сторін і діагоналей прямокутника». з аналітичним дизайном» на чергових щотижневих зборах Союзу.  У 1871—1875 роках обіймав посаду бухгалтера в Комітеті Єдності. З 1872 р. працював асистентом проф. Карла Горнштейна в Празькій обсерваторії в Клементіні, де він подружився з ад'юнктом обсерваторії Августом Зейдлером. 10 серпня 1886 року він одружився з Євгенією (Дженні) Ратценбек, з якою мав 4 дітей, у церкві Св. Їльї в Старому місті Праги. Серед його близьких друзів був Томаш Гарріг Масарик, з яким він познайомився під час навчання в Празі, а потім листувався. Він виховав велику кількість чеських фізиків, наприклад Отакара Шулєца, Штепана Дубраву, Франтішека Фабінгра, Богуміла Кучеру, Франтішека Завішку. Деякі з них згодом стали його помічниками.

## Вшанування
- На честь Строугала названо один із  параметрів подібності в гідродинаміці — Число Струхала.
- Його іменем названо астероїд головного поясу 7391 Строугал[9].
- Починаючи з 1998 року, відбувається церемоніальна лекція Строухала проводиться щороку на факультеті математики та фізики Карлового університету в лекційній аудиторії, названій на його честь.[10]